# Toshio Ōta
Toshio Ōta (太田 敏夫?, Ōta Toshio; Prefettura di Nagasaki, 20 marzo 1919 – Guadalcanal, 21 ottobre 1942) è stato un aviatore giapponese.
Fu un famoso asso dell'aviazione da caccia della Dai-Nippon Teikoku Kaigun Kōkū Hombu, il servizio aeronautico della Marina imperiale giapponese, durante la seconda guerra mondiale. È accreditato dell'abbattimento di 34 velivoli nemici.

## Biografia
Nato il 20 marzo 1919 nella prefettura di Nagasaki da una famiglia contadina, si arruolò nella Marina imperiale giapponese nel 1936 presso la base navale di Sasebo, entrando poi nel servizio aeronautico. Frequentò la scuola di volo a partire dal gennaio 1939, ottenendo il brevetto di pilota militare nel settembre dello stesso anno. Desideroso di andare a combattere chiese, ed ottenne, di partire per la Cina, influenzato dalla pubblicità che circondava i piloti da caccia impegnati in quel settore da molti mesi. Assegnato inizialmente all'Omura Kōkūtai, in seguito fu trasferito al 12° Kōkūtai con il quale entrò in combattimento in Cina a partire dal giugno 1941. L'introduzione in servizio da parte della Marina imperiale del nuovo caccia Mitsubishi A6M "Zero", superiore a qualsiasi tipo allora presente in Cina, aveva costretto l'aviazione cinese a mettersi sulla difensiva, e le occasioni di combattere latitavano.
In vista dell'entrata in guerra dell'Impero giapponese contro Australia, Gran Bretagna, Paesi Bassi e Stati Uniti d'America fu trasferito al 3° Chutai del Tainan Kōkūtai. 
Il 7 dicembre 1941 il Giappone attaccò la base navale di Pearl Harbor, iniziando contemporaneamente altre operazioni belliche contro le forze olandesi, inglesi e australiane presenti nell'Oceano Pacifico. L'8 dicembre prese parte all'attacco contro l'aeroporto americano di Clark Field, nelle Filippine, rivendicando la sua prima vittoria aerea. Poco tempo dopo partecipò alle operazioni per la conquista delle Indie olandesi rimanendo ferito sopra Balikpapan (Borneo), colpito dalle mitragliatrici difensive di un bombardiere Boeing B-17 Flying Fortress. Nell'aprile del 1942 il suo gruppo fu trasferito a Rabaul, ed egli venne assegnato al 2° Chutai al comando del capitano di corvetta Jun'ichi Sasai, dove trovò l'asso Saburō Sakai. Conquistò la fiducia degli altri piloti del reparto quando impegnò combattimento per un'ora contro un bombardiere americano B-17, danneggiandolo gravemente. Sotto la guida di Sakai e Sasai le sue capacità migliorarono rapidamente, con grande soddisfazione degli altri due. Egli, Sakai, e Hiroyoshi Nishizawa divennero amici inseparabili. 
L'11 aprile ottenne la sua prima vittoria confermata abbattendo un caccia Bell P-39 Airacobra, mentre un altro fu abbattuto da Nishizawa. Il 7 agosto diede prova delle sue capacità abbattendo quattro caccia Grumman F4F Wildcat dell'US Naval Aviation in una sola missione su Guadalcanal.
Il 21 ottobre prese parte a una missione di scorta a dei bombardieri che dovevano attaccare alcuni obiettivi su Guadalcanal. La formazione giapponese venne intercettata dai caccia F4F Wildcat del VMF 212 che si lanciarono sugli aerei giapponesi da quota superiore e con il sole alle spalle. Riuscì rapidamente ad abbattere l'apparecchio pilotato dall'asso "Tex" Hamilton (accreditato di 7 vittorie) che si lanciò con il paracadute ma non fu più ritrovato. Uscito dal combattimento il suo aereo finì sotto il fuoco preciso dell'apparecchio pilotato dal tenente Frank C Drury (asso accreditato allora di 6 vittorie), e nonostante le sue manovre evasive fu abbattuto, rimanendo ucciso. Quel giorno Frank C. Drury reclamò l'abbattimento di due A6M Zero.

### La danza macabra
Con Saburo Sakai e Hiroyoshi Nishizawa egli costituì il famoso "Cleanup Trio". Nella notte del 16 maggio 1942, mentre i tre piloti ascoltavano alla radio un programma radiofonico australiano, Nishizawa riconobbe il misterioso Danse macabre di un compositore francese, il pianista ed organista Camille Saint-Saëns. 
Pensando a questo misterioso ballo delle scheletro, disse improvvisamente agli altri due:Mi è venuta un'idea. Sapete che domani saremo inviati in una missione di attacco a Moresby. Perché non organizziamo una danza della morte per conto nostro?. Ōta scartò subito la proposta di Nishizawa, ma egli insistette. Dopo aver terminato la missione, noi tre torneremo a Moresby, e faremo una dimostrazione di acrobazia aerea proprio sopra al campo americano. Quelli a terra impazziranno!. Ōta rispose: Potrebbe essere divertente Ma come reagirebbe il Comandante? Non ci lascerebbe mai andare. Egli replicò E allora? Chi ha mai detto che lo verrà a sapere?.
Il 17 maggio il Lt. Cmdr. Tadashi Nakajima guidò il Tainan Kōkūtai in un attacco che avrebbe dovuto neutralizzare Port Moresby, avendo lui e Sakai come suoi gregari. Tre formazioni di caccia alleati intercettarono gli aerei giapponesi impegnandoli in combattimento. I giapponesi rivendicarono cinque P-39 abbattuti e altre possibili vittorie condivise, perdendo due velivoli
Quando la formazione giapponese si raggruppò per il ritorno Sakai segnalò a Nakajima che stava inseguendo un aereo nemico, e si sganciò dalla formazione. Qualche minuto dopo fu nuovamente sopra Port Moresby, per incontrarsi con Nishizawa e Ōta. Stabilito il programma con dei gesti, e controllato che non vi fossero aerei nemici nelle vicinanze, i tre effettuarono tre looping in formazione stretta sul campo d'aviazione nemico. Dopo di che, un felice Nishizawa indicò a gesti che voleva ripetere l'esibizione. Picchiando da 2 000 metri gli A6M Zero effettuarono altri tre looping, sempre senza essere fatti segno dal fuoco contraereo, dirigendosi poi su Lae dove atterrarono circa 20 minuti dopo degli altri piloti.
Alle ore 21 il furibondo comandante dello stormo, il sottotenente di vascello Sasai, li convocò nel suo ufficio redarguendoli pesantemente ed intimandogli di non ripetere mai più tale azione in futuro. Un aereo nemico aveva lanciato un messaggio sull'aeroporto che diceva: Al Comandante di Lae: siamo stati molto impressionati dai tre piloti che ci hanno fatto visita oggi, e a tutti noi sono piaciuti i loop che hanno effettuato sul nostro campo. È stata una bella esibizione. Apprezzeremmo molto se gli stessi piloti ritornassero un'altra volta, ciascuno portando una sciarpa verde attorno al collo. Siamo davvero spiacenti di non aver potuto dare loro una migliore attenzione nel corso della loro ultima visita, ma la prossima volta faremo in modo di far loro trovare un caldo benvenuto da tutti noi.